# Tintín y el misterio del Toisón de Oro
Tintín y el misterio del Toisón de Oro (Tintin et le mystère de la Toison d'or en el idioma francés) es una película francesa de imagen real, estrenada en 1961, basada en la serie de historieta Las aventuras de Tintín, escrita y dibujada por el belga Hergé.
Sin embargo, Hergé no intervino en la película, ya que la misma fue dirigida por Jean-Jacques Vierne con guion y texto de André Barret y Remo Forlani. El guion no está basado en ninguno de los álbumes del personaje, sino que se trata de una nueva aventura, íntegramente desarrollada por los guionistas a partir de los personajes y situaciones de los álbumes de Hergé. 
La película fue adaptada a formato de libro, pero a diferencia de Tintín y el lago de los tiburones, en este caso para las viñetas se usaron fotogramas de la película.

## Argumento
La acción se inicia cuando el marino Themistocle Paparanic muere, dejando en su testamento su barco, el Toisón de Oro, a su viejo amigo el capitán Haddock. Para tomar posesión de la herencia, Haddock viaja a Estambul con Tintín, y el profesor Tornasol. Ya en Turquía, descubren que es un barco viejo y sin valor alguno; sin embargo, un personaje misterioso, Anton Karabine, les ofrece 600.000 libras turcas a cambio del navío. 
Intrigados por su interés, Tintín y sus amigos terminan por descubrir que Paramelic participó en un golpe de Estado en Tétaragua, país ficticio de América Latina, y estuvo en el poder durante ocho días. Antes de ser expulsado del país, logró huir con sus reservas de oro. Tintín y Haddock se enfrentan con numerosos gánsteres que pretenden apropiarse del tesoro, llegando a Grecia. Finalmente, los protagonistas encuentran los lingotes de oro disimulados en la estructura del barco.

## Elenco
- Jean-Pierre Talbot como Tintín.
- Georges Wilson como el Capitán Haddock.
- Georges Loriot como el Profesor Tornasol.
- Charles Vanel como el Padre Alexandre.
- Darío Moreno como Midas Papos.
- Dimos Starenios como Scoubidouvitch.
- Ulvi Uraz como Malik.
- Marcel Bozzufi como Angorapoulos.
- Demetrios Myrat como Karabine.
- Henri Soya como Clodion.
- Max Elloy como Néstor.
- Serge Marquand como el cartero.
- Michel Thomass como Yéfime.
- Dora Stratou como Panegyrist.
- Los actores que interpretan a Hernández y Fernández están acreditados como Incógnito.